# 11 октомври - Еврокомпозит
„11 октомври – Еврокомпозит“ е компания от Северна Македония, занимаваща се с производството на специализирани продукти, най-вече оръжия.
Тя е най-голямата компания за производство на оръжия и боеприпаси в страната, и е базирана в град Прилеп. Основана е през 1952 г. (тогавашна Социалистическа република Македония) като компания, произвеждаща продукти с гражданско предназначение. През 1979 г. започва да произвежда военно и полицейско оборудване.

## Военни продукти
- М79 Оса – ръчен противотанков гранатомет по югославски дизайн
- М80 Золя – ръчен противотанков гранатомет за еднократна употреба по югославски дизайн, подобен на M72 LAW
- М90 Стръшлен – ръчен противотанков гранатомет за еднократна употреба по югославски дизайн
- различни видове каски, полицейски щитове и бронежилетки
- минометни снаряди с калибър 60 – 120 мм
- боеприпаси за лични оръжия

## Граждански продукти
- резервни части за машини